# Letenye
Letenye är en mindre stad i Ungern med 3 898 invånare (2020). belägen på gränsen till Kroatien.

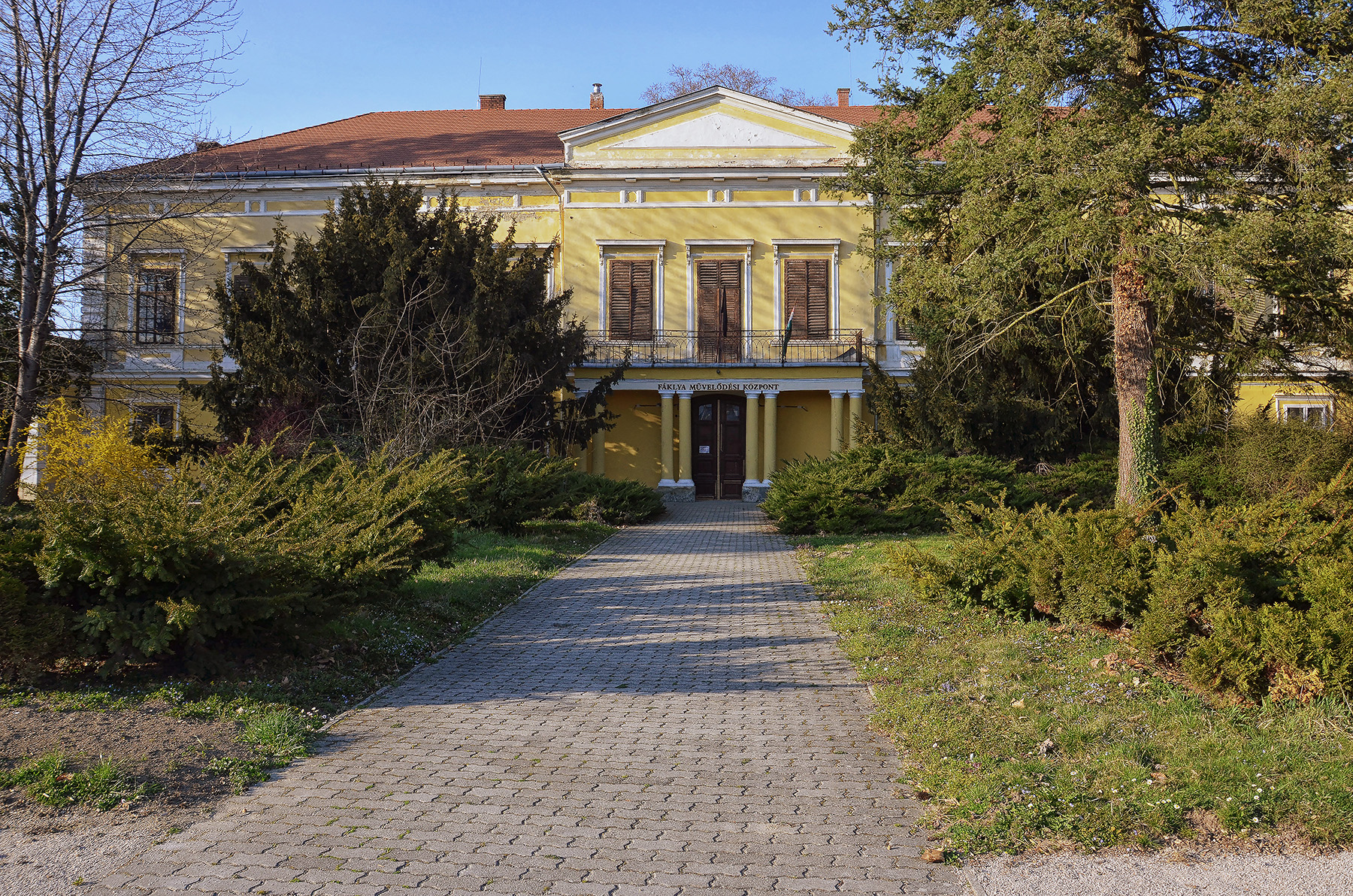
Herrgården Szapáry-Andrássy i Lentenye.

Förbi Letenye går den viktiga motorvägen M7 som förbinder Budapest med Zagreb.